# Стреломобиль
Стреломобиль (англ. Arrowcar или Arrow-Car) — вымышленный стреловидный автомобиль, использовавшийся супергероем DC Comics Зелёной стрелой и его помощником Спиди. Стреломобиль впервые появился в More Fun Comics #73 (ноябрь 1941) и был создан Мортом Вайсингером и Джорджем Паппом.

## Вымышленная история
Дизайн и функциональность Стреломобиля схожи с теми, которыми обладает Бэтмобиль Бэтмена. Стреломобиль (по необъяснимым причинам изначально звавшийся Стрелолётом) впервые был представлен читателям в то время, когда комиксы про Зелёную стрелу следовали, в общих чертах, схожими путями, что и про Бэтмена (только без такой глубины и трагедии). Однако машина использовалась в комиксах много лет и пережила несколько апгрейдов и редизайнов за это время, так что существовало несколько вариантов Стреломобиля.

### Текущий статус
После того, как Зелёная стрела (Оливер Квин) потерял своё состояние, Стреломобиль стал слишком дорогим, чтобы его содержать и обслуживать. Разные части машин стали крайне ценны среди коллекционеров памятных вещей супергеройской тематики, таких как Стреломобиль, разрушенный во время схватки между Зелёной стрелой, Арсеналом и Соломоном Гранди. Когда полностью функциональный Стреломобиль был выставлен на аукцион для продажи, криминальные элементы купили его и собирались использовать его для своих нужд. К примеру, Мусорщик хотел завладеть им для своей коллекции оружия, но Бэтмен выкупил его для Зелёной стрелы. Однако, когда машина сломалась по дороге обратно в Стар-сити, Зелёная стрела решил уничтожить его в конце концов, используя тот же детонатор, что и в прошлый раз, но в этот раз зная, что он сработает, починенный Суперменом.

## Вне комиксов
В мультсериале «Batman: The Brave and the Bold» Стреломобиль появляется именно как машина Зелёной стрелы, которую он использует в эпизоде «Hail to Tornado Tyrant!» и еще в нескольких. Здесь Стреломобиль изображен во многом похожим на Бэтмобиль и обладает многочисленными функциями, в том числе и трансформацией в другие транспортные средства.